# Paolo Treu
Paolo Treu (San Vito al Tagliamento, 15 luglio 1958) è un ammiraglio italiano.

## Biografia
Dopo aver ottenuto nel 1977 la maturità classica presso la Scuola Navale Militare Francesco Morosini di Venezia, nel grado di Guardiamarina ha conseguito la laurea in Scienze Marittime e Navali nel 1981, presso l’Accademia Navale di Livorno.
Dal 1982 al 1983 ha svolto il corso di pilotaggio presso la Marina Americana, conseguendo il brevetto di pilota di aeroplano (T44) e di elicottero (UH1). Rientrato in Italia ha effettuato la transizione sull’elicottero AB 212 e successivamente è stato destinato a bordo per essere impiegato come pilota imbarcato.
Nel grado di Tenente di Vascello, nel corso della guerra del Golfo Persico del 1987 – 1988, ha svolto l’incarico di Capo Servizio Volo sulla Fregata Libeccio e dal 1988 al 1989 ha comandato il Cacciamine Milazzo.
Nel 1990, in vista dell’acquisizione da parte della Marina dell’aereo multiruolo AV8B PLUS, nel grado di Capitano di Corvetta ha effettuato la transizione sugli aviogetti negli USA. Conseguita la “Carrier Qualification” sulla portaerei USS Lexington con l’aereo T2 ed ottenuto il brevetto di pilota di aviogetto con il velivolo A4, ha completato la transizione sul velivolo Harrier AV8B per essere poi assegnato al Gruppo Operativo VMA – 542 dei Marines americani.
Presso tale Gruppo, nel 1994, è stato il primo pilota italiano a completare la transizione sul nuovo velivolo radar AV8B PLUS. Nel gennaio 1995, rientrato in Italia con l'incarico di Comandante in Seconda del Gruppo Aerei Imbarcati, ha partecipato operando dalla portaerei Garibaldi all'Operazione Somalia 3.
Dal 1996 al 1997 ha comandato il Gruppo Aerei Imbarcati partecipando all'Operazione Alba NEO e l'anno successivo ha comandato la fregata Espero, prendendo parte alla NATO Standing Naval Force del Mediterraneo.
Dal 1998 al 1999 è stato assegnato al Comando in Capo della Squadra Navale in qualità di Assistente del Sottocapo di Stato Maggiore per le operazioni degli AV8B PLUS, supportandone le attività nell'ambito dell'Operazione Allied Force.
Il 1 gennaio 2000, in seguito alla costituzione del Comando delle Forze Aeree, ha assunto l'incarico di Capo Ufficio Ala Fissa nell'ambito di tale Comando e di Chairman del VSTOL Working Group in ambito NATO.
Dopo aver ricoperto l'incarico di Rappresentante della Marina Militare Italiana presso US Central Command a Tampa in Florida, a sostegno dell'Operazione Enduring Freedom, il 17 agosto 2002 ha assunto l'incarico di Capo di Stato Maggiore del Comando delle Forze Aeree.
Il giorno 27 settembre 2004, nel grado di Capitano di Vascello, ha assunto il comando della Portaerei Garibaldi, venendo designato dal 1 luglio 2005 anche Commander Task Group nell'ambito della partecipazione italiana alla NATO Response Force 5.
Successivamente ha assolto l'incarico di Assistente del Capo di Stato Maggiore della Marina nel corso del quale, il 23 marzo 2007, è stato promosso Contrammiraglio.
Il 5 settembre 2008 è stato nominato Capo del 6º Reparto Aeromobili dello Stato Maggiore della Marina e Comandante delle Forze Aeree della Marina, conseguendo la promozione ad Ammiraglio di Divisione il 1 luglio 2012.
Il 30 luglio del 2013 ha assunto l'incarico di Comandante delle Forze d'Altura e Commander Italian Maritime Forces (NATO), cui si è aggiunto, nel periodo dal 12 novembre 2013 al 9 aprile 2014, l'incarico di Comandante del 30º Gruppo Navale (costituito da Nave Cavour, Nave Etna, Nave Bergamini e Nave Borsini), istituito per condurre la Campagna Navale “Il Sistema Paese in Movimento", in Medio Oriente ed in Africa.
Dal 1 gennaio 2014 al 11 settembre 2014 ha ricoperto anche l'incarico di Maritime Component Commander della NATO Response Force 2014.
Il 26 settembre 2014 ha assunto l'incarico di Direttore del IV Reparto (Coordinamento dei Programmi di Armamento) presso il Segretariato Generale della Difesa/Direzione Nazionale degli Armamenti ed il 1 luglio 2016 è stato promosso Ammiraglio di Squadra.
Dal 8 settembre 2016 al 10 ottobre 2019 ha assolto l'incarico di Sottocapo di Stato Maggiore della Marina.

Dal 13 ottobre 2019 al 2021 ha ricoperto l'incarico di Comandante in Capo della Squadra Navale.

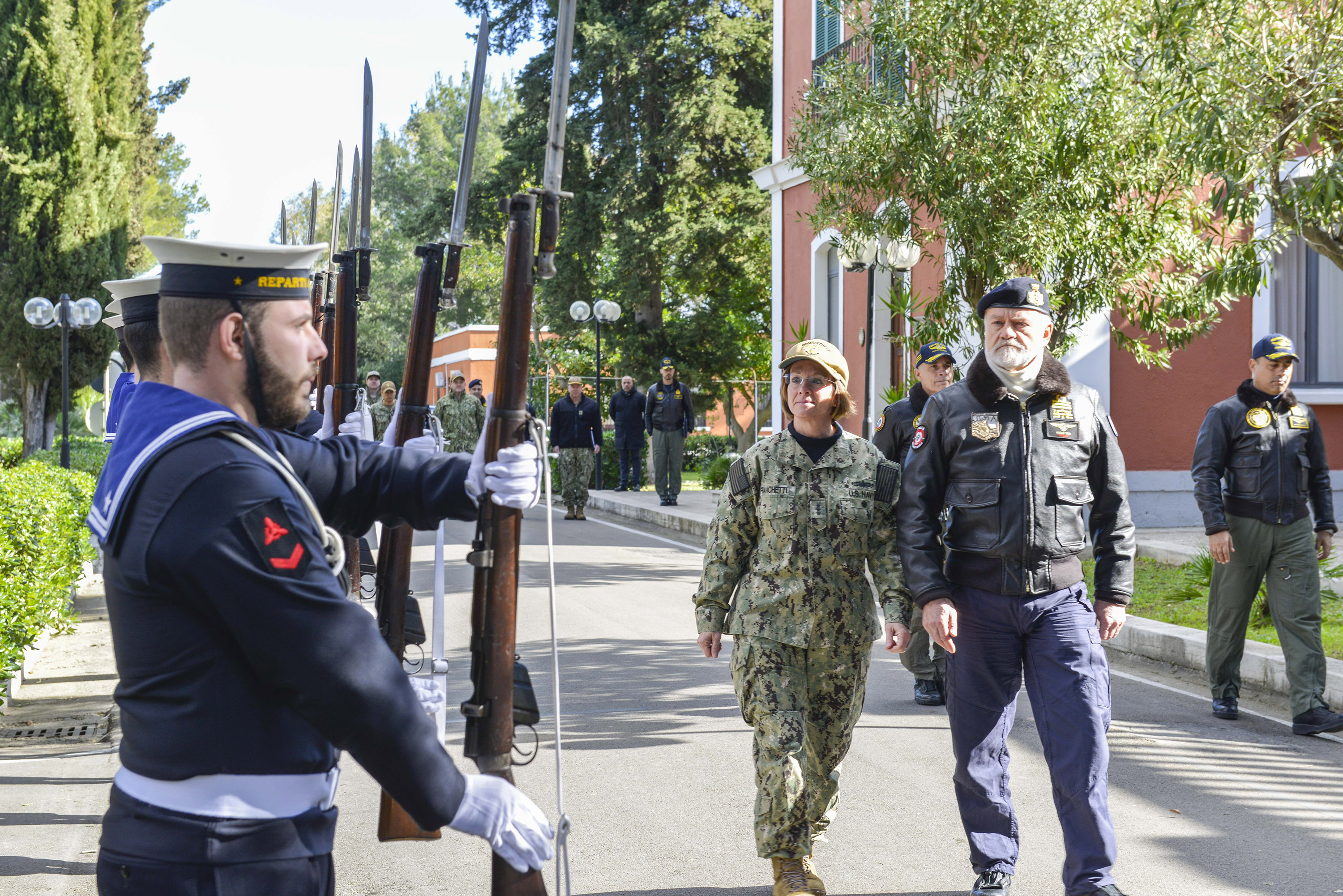
Vengono resi gli onori dai marinai italiani al Vice Adm. Lisa Franchetti, comandante della Sesta Flotta Americana, e all'Ammiraglio di Squadra Paolo Treu, comandante in Capo della Flotta Navale Italiana, prima di salire a bordo della FREMM Alpino (F 594).